# Cémentation (hydrométallurgie)
Pour les articles homonymes, voir Cémentation.
En hydrométallurgie, la cémentation est une réaction d'oxydoréduction permettant d'extraire du métal à partir d'un sel, en le faisant réagir avec un métal.

## Généralités
Les métaux sont parfois présents à l'état naturel sous forme de sel. Une première étape, la lixiviation, consiste à récupérer ce ou ces sels en les dissolvant, en général dans de l'eau. On a donc un mélange de sels dans une solution aqueuse.
La cémentation consiste à réduire ces sels :
- soit pour récupérer le métal, c'est le cas par exemple de la récupération de cuivre présent sous forme de sulfate de cuivre ;
- soit pour éliminer les métaux indésirables de la solution ; c'est le cas de la purification dans l'obtention du zinc par hydrométallurgie.

## Extraction du cuivre
L'obtention de cuivre par hydrométallurgie part de minerais sulfurés, contenant de la chalcopyrite, de la bornite, de la covelline, de la chalcocite ou de l'énargite.
Ces minerais sont tout d'abord enrichis par flottation, puis les sels de cuivre sont extraits par lixiviation oxydante. On obtient ainsi une solution cuprifère, solution diluée de sulfate de cuivre.
La cémentation se fait en injectant la solution cuprifère à travers un lit de fer, en général des déchets comme des boîtes de conserve. Le cuivre précipite par la réaction :
Cu2+(aq) + Fe(s) → Cu(s) + Fe2+(aq)

## Purification du zinc
L'obtention de zinc par hydro-électrométallurgie part du minerai, en général de la blende.
La plupart du temps, les sulfures de zinc ZnS sont grillés pour obtenir de la calcine ZnO. Celle-ci subit une lixiviation-hydrolyse pour obtenir une solution de sulfate de zinc ZnSO4. Des procédés modernes partent directement des sulfures.
Cette solution est purifiée par cémentation, en introduisant de la poudre de zinc : certaines impuretés métalliques — ions de cuivre (Cu), cobalt (Co), nickel (Ni) et cadmium (Cd) — sont précipitées par la réaction :
Mz+(aq) + Zn(s) → M(s) + Zn2+(aq)